# Grodzisko Bielskie
Grodzisko Bielskie, Bielsk (ukr. Більське городище, Bilśke horodyszcze; ros. Бельское городище, Bielskoje gorodiszcze) – grodzisko położone na prawym brzegu rzeki Worskli w jej środkowym biegu, 35 km na północ od Połtawy, na granicy obwodów połtawskiego i sumskiego Ukrainy.
Jest to największe grodzisko z okresu scytyjskiego we wschodniej Europie. Współczesną swą nazwę zawdzięcza miejscowości (Bielsk) położonej na jej terenie. Przeważa obecnie pogląd, że mogło to być miasto Gelonos wspominane przez Herodota, wspólny ośrodek Budynów i Gelonów.
Pierwsze założenia pochodzą z końca VIII – początku VII wieku p.n.e. Prawdopodobnie najpierw powstało grodzisko Zachodnie (72 ha), następnie grodzisko Wschodnie (65 ha). Przypuszcza się, że jedno grodzisko mogło należeć do Budynów, drugie do Gelonów. W VI wieku p.n.e. oba zespoły połączono wspólnym systemem obronnym, ochraniającym teren o powierzchni ponad 40 km² (4000 ha). Na końcu dobudowano grodzisko Kuziemińskie (15 ha), ochraniające port. Łączna długość wałów ochraniających kompleks wynosiła około 35 km. W ten sposób stworzono ośrodek obronny, do którego mogła się schronić w razie niebezpieczeństwa ludność z okolicznych, niezabezpieczonych osad, a których tylko nad samą Worsklą do lat sześćdziesiątych XX wieku doliczono się pięćdziesięciu. Domy w grodzisku mają różną postać – od ziemianek, przez półziemianki do konstrukcji naziemnych.
Było to jednocześnie plemienne centrum administracyjne, wielki ośrodek handlu i wytwórczości, szczególnie metalurgicznej (wyroby o charakterystycznej ornamentyce i cechach wczesnej sztuki scytyjskiej). Koniec istnienia grodziska nastąpił w III wieku p.n.e.